# Protectorat del Golf de Benín
El protectorat del Golf de Benín fou un protectorat britànic establert formalment l'1 de febrer de 1852. El 6 d'agost de 1861 fou unit al Protectorat del Golf de Biafra amb el nom de Protectorats dels Golf de Biafra i de Benín sota autoritat del cònsol britànic a Biafra (resident a Calabar).

## Història
El 26 de desembre de 1851 els britànics van bombardejar Lagos i van obligar a fugir al rei Kosoko. Els britànics van ocupar la població i van posar al tron a Akitoye. L'1 de febrer de 1852 els govern britànic declarava el seu protectorat sobre tota la costa del golf de Benín (tres anys abans ja havia declarat el protectorat sobre la costa del golf de Biafra) sota l'autoritat d'un vicecònsol resident a Lagos dependent de superintendent de Port Clarence (Fernando Poo) fins al 1853 que fou nomenat un cònsol. Aquest protectorat es va estendre a diverses poblacions de la costa mitjançant acords o per la força, però cal destacar que el regne de Benín va rebutjar el domini britànic. El 6 d'agost de 1861 el rei de Lagos Dosunmo (successor d'Akitoye) fou deposat, i la població i el seu entorn annexionat i convertit en colònia, separada del protectorat, el qual al mateix dia fou unit al Protectorat del Golf de Biafra per formar el Protectorat dels Golfs de Biafra i Benín.
Per una historia més detallada del període 1851-1861, vegeu Regne de Lagos.

## Cònsols del Golf de Benín
- 1852 - 1853 Louis Fraser o Frazer (vice consul)
- 1853 - 1859 Benjamin Campbell
- 1859 E.F. Lodder (interí)
- 1859 - 1860 George Brand
- 1860 Henry Hand (interí)
- 1860 - 1861 Henry Grant Foote